# Кроксли (станция метро)
«Кроксли» (англ. Croxley) — станция лондонского метро линии Метрополитен. Находится в графстве Хартфордшир на пересечении улиц Уотфорд-роуд и Уинтон-драйв. Относится к 7-й тарифной зоне.

## История
До 23 мая 1949 года называлась «Croxley Green».

## Галерея

Станция «Кроксли»
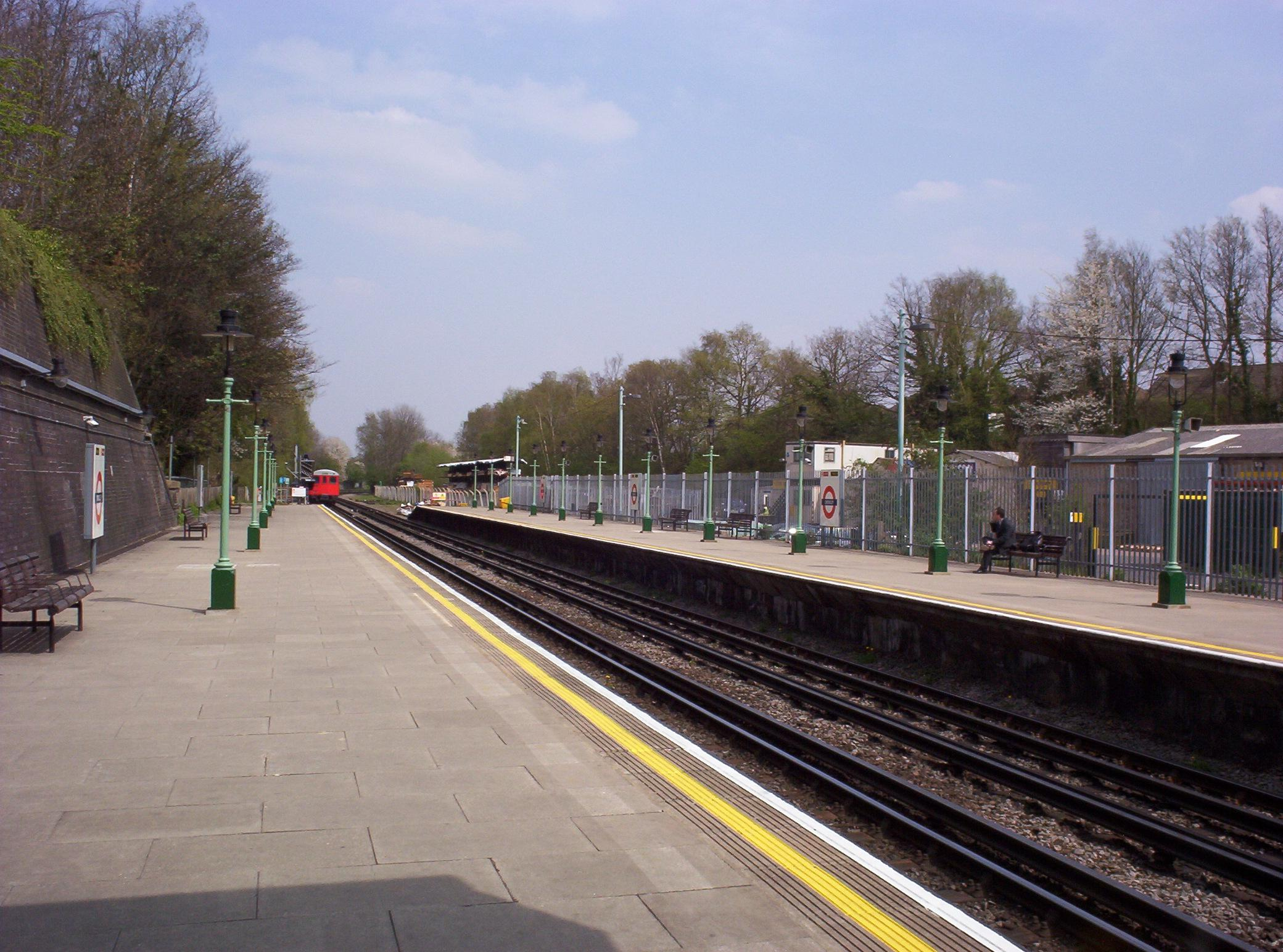
Платформа
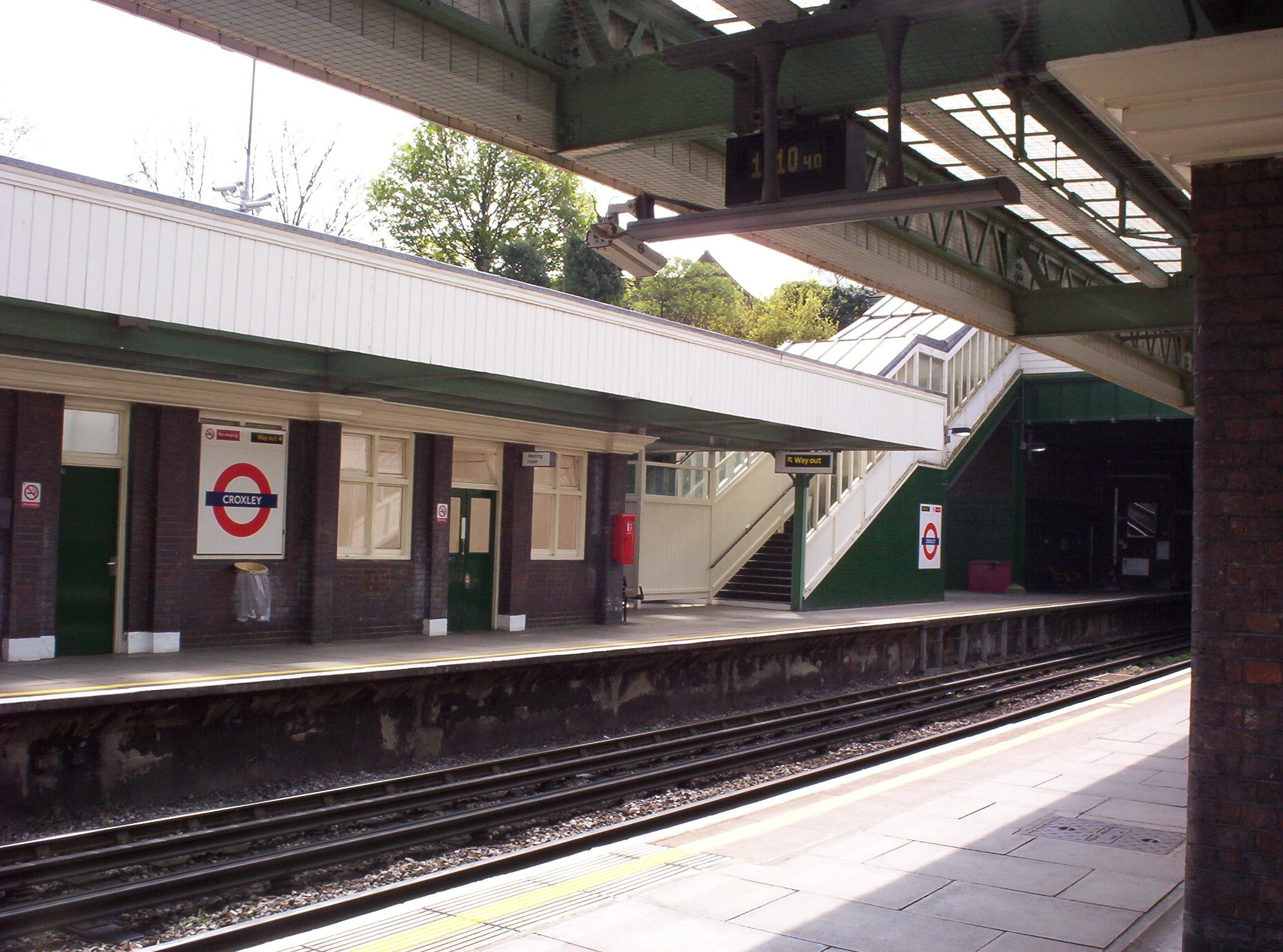
Платформа